# كينيث جاي لورانس
كينيث جاي لورانس (بالإنجليزية: Kenneth J. Lawrence)‏ هو عالم فلك أمريكي، ولد في 1964.